# František Václav Habermann
František Václav Habermann, celým jménem Franz Johann Xaver Wenzel Habermann (20. září 1706 Kynžvart – 10. dubna 1783 Cheb) byl český hudební skladatel a pedagog.

## Život
Pocházel z muzikantského rodu. Vystudoval jezuitské gymnázium v Klatovech a pokračoval studiem filozofie v Praze. Z této doby jsou známy jeho první skladby. Za dalším hudebním vzděláním odešel do zahraničí. Působil nejprve ve Španělsku. V roce 1731 vstoupil do služeb prince Louise-Henriho de Condé a stal se ředitelem hudby u jeho dvora v Paříži. Později získal stejné postavení u toskánského velkovévody ve Florencii.
V roce 1741 se vrátil do Prahy a stal se ředitelem kůru v kostele P. Marie pod řetězem na Malé Straně a v kajetánském kostele Panny Marie Matky ustavičné pomoci v Nerudově ulici. Kromě toho vyučoval ve významných šlechtických rodinách. Mimo jiné byl učitelem Josefa Myslivečka a Františka Xavera Duška. 12. května 1743 byla v Praze uvedena opera, kterou napsal na počest korunovace císařovny Marie Terezie. V roce 1773 se vrátil zpět do rodného kraje a působil v Chebu jako regenschori děkanského kostela sv. Mikuláše.
Bratři Františka Václava, Karel Habermann (1712–1766) a Anton (1704–1787), byli rovněž hudebními skladateli. Kromě skladatelské činnosti vynikli i jako pozounisté.
Také dva synové byli hudebníky. Matouš Habermann žil v Praze, ale kromě záznamu o jeho studiu na malostranském gymnáziu, není o jeho životě nic známo. Dochovalo se pouze jeho Salve Regina.
Další syn Franz (1750 – po r. 1799) se stal nástupcem svého otce na chebském kůru.

## Dílo
Komponoval mše, oratoria, litanie, ale i sinfonie, sonáty, školské hry a příležitostné skladby ke světským i chrámovým příležitostem. Jeho dílo stojí na přechodu od baroka ke klasicismu. Ve své době byl však už spíše představitelem hudebníků, inklinujících ke starším vzorům italské hudby. V mnoha svých skladbách navazoval na Georga Friedricha Händela a Johanna Sebastiana Bacha. Svými obdivovateli byl nazýván „český Händel“. Sám Händel si Habermannova díla velmi cenil a témata z jeho mší použil v oratoriu Jephta.
Je jedním z prvních českých skladatelů, jehož některé skladby vyšly tiskem. Vesměs však šlo o skladby chrámové. Z jeho instrumentálních děl bylo zatím nalezeno jen velmi málo. Skladby, které napsal v době svého pobytu zahraničí se pohřešují zcela. Z velkých oratorií Concersio peccatoris (1749), Deodatua a Gozzone (1754) či školské hry Artium Clementiarum solemnia (1754) se dochovaly pouze texty.